# مكة تاون شيب
مكة تاون شيب (بالإنجليزية:Mecca Township) ، هي إحدى مدن الأمريكية التجارية في ولاية أوهايو ، يبلغ عدد سكانها نحو 2.829 نسمة.